# Sidney Cross
 Sidney Cross (Hoxton, Londres, 5 de gener de 1891 – Chichester, West Sussex, 7 d'octubre de 1964) va ser un gimnasta artístic anglès que va competir a començament del segle xx.
El 1912 va prendre part en els Jocs Olímpics d'Estocolm, on va guanyar la medalla de bronze en el concurs complet per equips del programa de gimnàstica.
Vuit anys més tard, un cop finalitzada la Primera Guerra Mundial, va prendre part en els Jocs d'Anvers, on fou cinquè en el concurs complet per equips del programa de gimnàstica.